# Calípolis (Misia)
Calípolis (en griego, Καλλίπολις) era una antigua ciudad griega de Misia. 
En el Periplo de Pseudo-Escílax se la ubica entre las ciudades de Misia que estaban a la izquierda del llamado golfo Olbiano, entre Olbia y Cío, e indica que tenía un puerto 
pero se desconoce su localización exacta.
Debe distinguirse de otras dos ciudades llamadas Calípolis que estaban situadas en el Helesponto (una de estas Calípolis estaba al norte de Sesto y la otra estaba en el lado tracio del Bósforo). En las listas de tributos atenienses se menciona a los calipólitas del Helesponto, que por tanto formaron parte de la Liga de Delos pero no es posible asegurar a cuál de las tres ciudades hace referencia.